# Abdij Lure

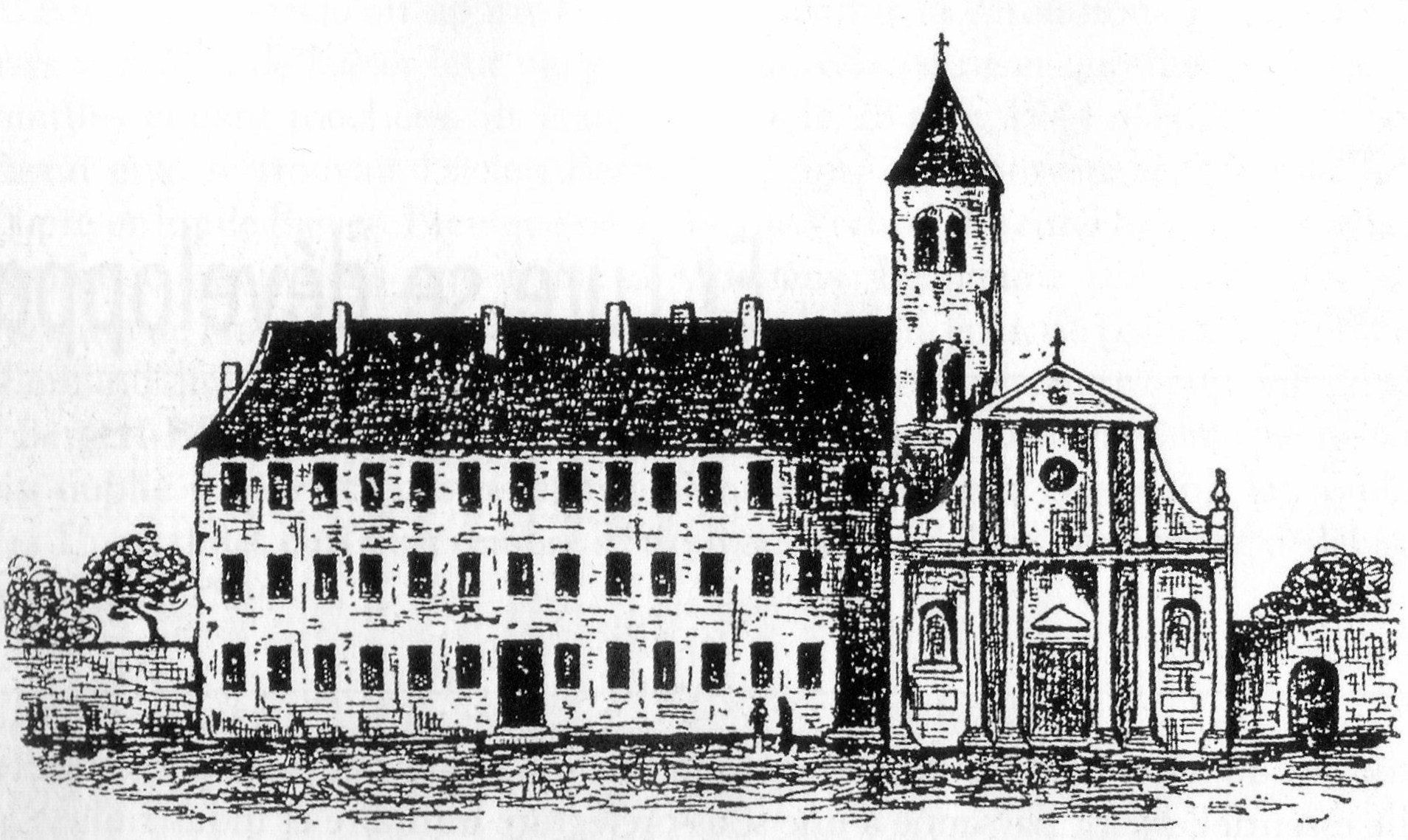
Abdijgebouwen (18e eeuw)

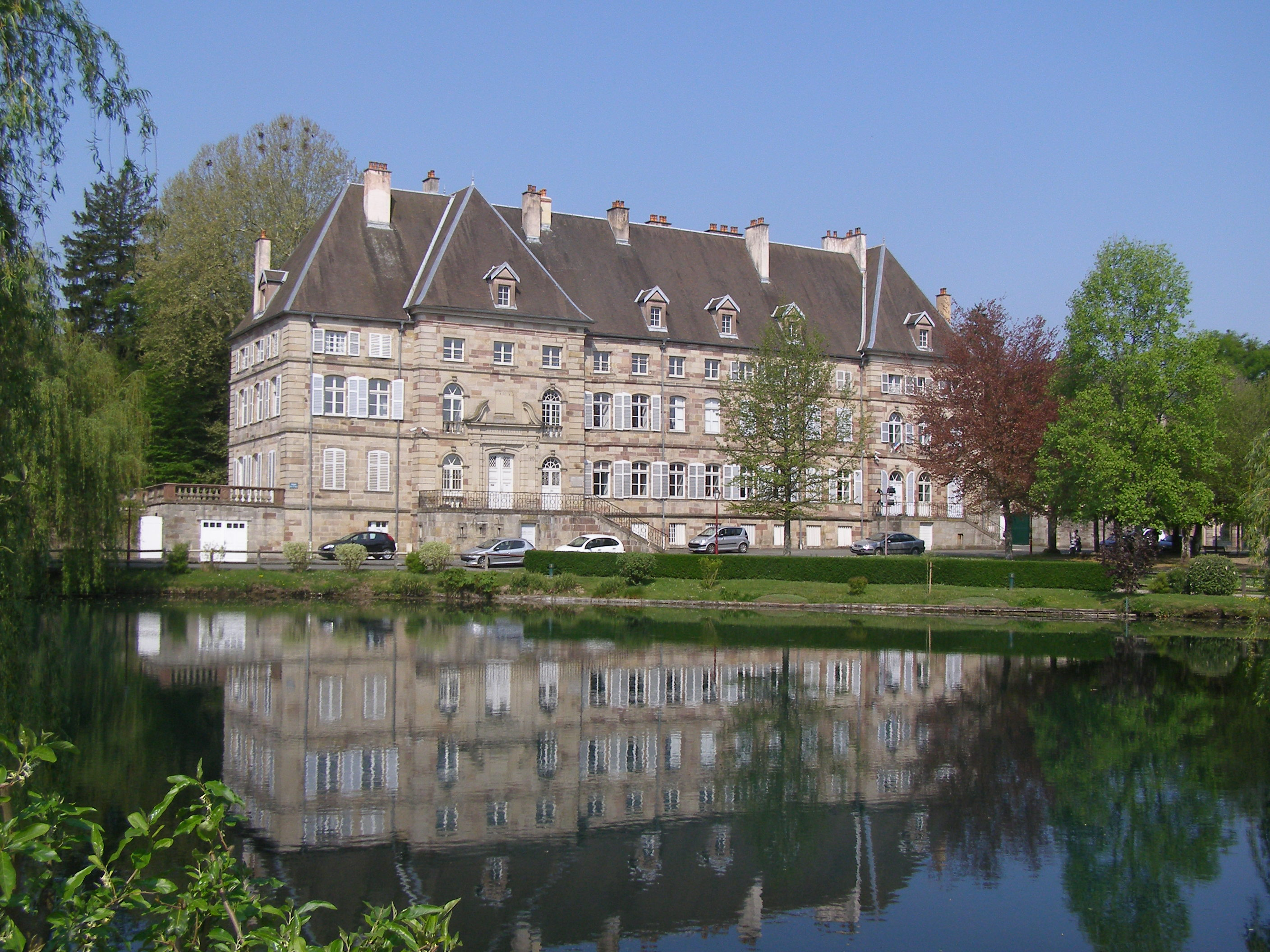
Sous-préfecture in de voormalige abdijgebouwen

Lure (Duits: Lüders) was een tot de Boven-Rijnse Kreits behorend abdijvorstendom binnen het Heilige Roomse Rijk.

## Geschiedenis
De benedictijner abdij te Lure is volgens de legende gesticht door Sint-Columbanus. In 959 werd de abdij voor het eerste met zekerheid vermeld, toen keizer Otto I de schenking bevestigde van grondbezit door de graaf van de Elzas. In de twaalfde eeuw kwam de voogdij aan de graven van Ferrette (Duits: Pfirt). In de dertiende eeuw was de abdij verbonden met die van Murbach. In 1054 en 1179 kreeg de abdij van de paus een autonome status. Toch bleef het aartsbisdom Besançon de huldiging afdwingen. Keizerlijke privileges van 1016 en 1290 moesten de zelfstandigheid van het abdijvorstendom beschermen tegen het graafschap Bourgondië. Sinds 1392 stond het vorstendom onder de heerschappij van Oostenrijk, waarna het vorstendom zijn machtspositie in de vijftiende eeuw kon herwinnen.
In 1554 verenigde de paus definitief de abdijen Murbach en Lure. 
Paragraaf 87 van de Vrede van Münster van 1648 legde de zelfstandigheid van het abdijvorstendom vast. In 1674 werd het gebied bezet door Franse troepen. Op 10 augustus 1679 werd Lure verenigd met de inmiddels Franse provincie Franche-Comté.
In 1765 werd de abdij geseculariseerd: voortaan huisden er geen benedictijnen maar kanunniken. Na de Franse Revolutie werd de abdij opgeheven.

## Gebouwen
Een deel van de abdijgebouwen, die de slaapvertrekken van de monniken bevatten, is bewaard en doet dienst als sous-préfecture van het arrondissement Lure. Dit gebouw werd opgetrokken in 1519. Het werd sterk verbouwd in de tweede helft van de 18e eeuw toen na de secularisatie de slaapzalen werden omgevormd tot appartementen voor de kanunniken. Het zuidoostelijk deel van deze vleugel is afgebroken wegens bouwvalligheid.
Verder zijn er enkele kanunnikenhuizen uit de 18e eeuw bewaard in de rue Kléber.
De laatste abdijkerk werd opgetrokken tussen 1750 en 1755. Ze werd verkocht na de Franse Revolutie en afgebroken in 1797.